# Otto Lagerberg
Otto Lagerberg, född 22 juni 1827 i Ny socken, Värmland, död 25 september 1907 i Stockholm, var en svensk sjömilitär.

## 1844–1850
Lagerberg började 1844 vid Karlskrona militärläroverk och var samma år jungman på skeppet Hilda under en resa till Nordamerika. Följande år blev han extra kadett och avlade 1847 sjöofficersexamen samt mönstrade som jungman på briggen Hilda under en resa till Medelhavet samma år i juni. I november blev han andre styrman på samma båt samt 1848 andre styrman på en annan brigg, Rapid, under en resa till Nordamerika. År 1849 var Lagerberg förste styrman på briggen Kolumbus på en resa till Sydamerika, och han var 1850 förste styrman på skonaren Aurora under en resa till England.

## 1851–1882
Lagerberg blev 1856 premiärlöjtnant och tjänstgjorde därefter i flera år som befälhavare på flera olika handelsfartyg: 1858–1859 på Göteborg, 1860 på Kattegat, 1861–1862 och 1865–1866 på Najaden. 1865 utnämndes han till kaptenlöjtnant och 1866 till kommendörkapten av andra graden. Han blev 1874 chef för skeppsgossekåren i Karlskrona. Året därpå blev han kommendörkapten av första graden. Sju år senare, 1882, utnämndes han till kommendör och militärchef vid Karlskrona station.

## Vanadis världsomsegling
1883–1885 var han kapten för fregatten HMS Vanadis världsomsegling. Med på resan var bland andra prins Oscar, Svante Natt och Dag och etnografen Hjalmar Stolpe.

## 1885–1907
Efter världsomseglingen blev han kommendant i Karlskrona och 1887 varvschef. Två år senare utsågs han till konteramiral, men bara ett år senare, 1890 begärde han avsked. Under åren 1887–1892 var han stadsfullmäktig i Karlskrona. Han dog 1907 i Stockholm och är begraven på amiralitetskyrkogården i Stockholm.

## Familj
Otto Lagerberg var son till löjtnant Sven Lagerberg och Ulrika Charlotta Stuart samt bror till Pontus Lagerberg. Han gifte sig 1858 med Ulrika Helena Turinna Schmiterlöw och var far till flera barn, bland andra borgmästaren i Nora Sven Otto Lagerberg (1864–1922) och intendent Carl Lagerberg (1859–1922).